# Carpoolers
Carpoolers est une série télévisée américaine en 13 épisodes de 22 minutes, créée par Bruce McCulloch et diffusée entre le 2 octobre 2007 et le 4 mars 2008 sur le réseau ABC.
En France, le premier épisode a été diffusé le 6 juin 2009 sur Série Club dans les Screenings 2009.

## Synopsis
Quatre hommes ordinaires et aux profils bien différents, travaillant dans le même immeuble de bureaux, font du covoiturage pour se rendre au travail. Pendant les trajets d'aller et retour, ils échangent sur différents sujets et apprennent à se connaître.

## Distribution
- Jerry Minor : Aubrey Williber
- Allison Munn : Cindy
- Jerry O'Connell : Laird Holcomb
- Tim Peper : Dougie
- Faith Ford : Leila Brooker
- Fred Goss : Gracen Brooker
- T. J. Miller : Marmaduke Brooker

## Épisodes
1. Titre français inconnu (Dougie's First Day)
2. Titre français inconnu (Laird of the Rings)
3. Titre français inconnu (Who Would You Do?)
4. Titre français inconnu (Down For the Count)
5. Titre français inconnu (A Divorce to Remember)
6. Titre français inconnu (The Code)
7. Titre français inconnu (The Seminar)
8. Titre français inconnu (First Fight)
9. Titre français inconnu (The Handsomest Man)
10. Titre français inconnu (Wheel of Fortune)
11. Titre français inconnu (The Recial)
12. Titre français inconnu (Lost in America)
13. Titre français inconnu (Take You Daughter to Work Day)